# 马东
马东（1968年12月25日—），生于黑龙江省哈尔滨市，祖籍天津宝坻，中国主持人、节目制作人，相声大师马季之子。

## 生平
- 18岁时马东独自一人到澳大利亚打工留学[4]，后从事IT行业，共在澳洲生活8年，并拿到了永久居留权[5]。1994年决定回国，1995年报考北京电影学院管理系并拿下第二个学位。
- 1999年，马东接手湖南卫视谈话类节目《有话好说》。
- 2001年竞聘到中国中央电视台任职，担任《挑战主持人》、《文化访谈录》等多档节目的主持人或制片人。2009年登上央視春晚，表演相声《五官新说》。2011年担任央视春晚语言类节目导演。
- 2013年开始主持河南卫视常规姓氏节目《知根知底》和季播节目《汉字英雄》。
- 2013年正式离开央视，担任爱奇艺首席内容官。2014年，马东主持在爱奇艺独播的网络节目《奇葩说》。
- 2015年从爱奇艺离职，创立米未传媒[6][7]，创立仅5个月便使估值达20亿元人民币[8][9][10][11]。
- 2016年8月31日在东方卫视《金星秀》表示，自己是因為看了《金曲龍虎榜》，才產生成為主持人的想法。

## 个人生活
马东的妻子彭小盛是湖南卫视原《有话好说》的编导，两人在工作中相识相恋。2001年马东前往北京发展时，彭小盛辞去在湖南卫视的工作，随马东到北京发展。两人于2004年结婚。2008年，两人的女儿在北京降生，取名马苏拉。

## 作品

### 电视节目
- 1998年 湖南卫视《有话好说》
- 2001年 中国中央电视台综艺频道《挑战主持人》制片人、总导演、主持人
- 2004年 河南卫视《华豫之门》
- 2005年 中国中央电视台综艺频道《文化访谈录》制片人[13]、主持人
- 2009年 央视春晚，表演相声《五官新说》[14]，并担任语言类节目导演
- 2012年 河南卫视《知根知底》
- 2013年 河南卫视《汉字英雄》
- 2013年 山东卫视《中国少年派》[15]
- 2015年 东方卫视《巅峰拍档》

### 网络综艺节目
- 2014年 爱奇艺《奇葩说》
- 2015年 爱奇艺《奇葩说II》
- 2016年 爱奇艺《奇葩说III》
- 2016年 腾讯视频《饭局的诱惑》、《饭局狼人杀》
- 2016年 优酷《拜拜啦肉肉》
- 2016年 腾讯视频《星空演讲》，演讲嘉宾[16][17]
- 2017年 爱奇艺《奇葩大会》
- 2017年 爱奇艺《奇葩说IV》
- 2017年 腾讯视频《饭局的诱惑2》
- 2017年 腾讯视频《王者历史课》，《王者荣耀》出品
- 2017年 腾讯视频《十三邀》第二季 第一期，受访者[4]
- 2018年 爱奇艺《奇葩大会II》
- 2018年 爱奇艺《奇葩说V》
- 2019年 爱奇艺《乐队的夏天》
- 2019年 爱奇艺《奇葩说VI》
- 2021年 爱奇艺《一年一度喜剧大赛》
- 2022年 爱奇艺《一年一度喜剧大赛第二季》
- 2024年 腾讯视频《喜人奇妙夜》

### 电影
- 2017年 《寻人大师》

### 配音
- 2016年 动画电影《海底总动员2：多莉去哪儿》，章鱼汉克[18]
- 2025年 动画电影《时间之子》，酒爷